# 1893 en aéronautique
Chronologie de l'aéronautique
- 1889
- 1890
- 1891
- 1892
- 1893
- 1894
- 1895
- 1896
- 1897

Cet article présente les faits marquants de l'année 1893 en aéronautique.

## Événements

### Aucune date exacte
- Première tentative de piloter l'avion multiplan Phillips n°1[1].
- Otto Lilienthal vole environ 250 m dans son Maihöhe-Rhinow-Glider.
- Lawrence Hargrave fait la démonstration d’un planeur porteur en Australie lors d’un congrès aéronautique à Sydney.
- Le capitaine Baden Baden-Powell de la British Army commence des expériences avec des cerfs-volants porteurs d’hommes.
- Horatio Phillips construit un banc d'essai à vapeur à Harrow.

### Naissances
- 12 janvier : Hermann Göring, aviateur militaire allemand (suicide en 1946)
- 5 août : Sydney Camm, concepteur d'aéronefs anglais (mort en 1966)
- 4 octobre : Stasys Girėnas (en), pilote lituanien
- 6 octobre : Mikhaïl Babouchkine, pilote soviétique, héros de l'Union soviétique (27 juin 1937).
- 17 décembre : Charles C. Banks (en), as anglais (mort en 1971)